# گروه ۹۹ پدافند هوایی پرندک
گروه ۹۹ پدافند هوایی پرندک یگان پدافند هوایی نیروی زمینی ارتش جمهوری اسلامی ایران و تحت کنترل عملیاتی قرارگاه پدافند هوایی خاتم‌الانبیا است، که وظیفه مدیریت سامانه‌های ضد هوایی، پوشش هوایی و پدافند ارتفاع پست در ۵ نیروگاه هسته‌ای ایران را برعهده دارد.
ستاد فرماندهی گروه ۹۹ پدافند هوایی در رباط‌کریم، استان تهران قرار دارد و پادگان گردان ۳۱۹ آن در خنداب، استان مرکزی مستقر می‌باشد. هم‌اکنون سرتیپ‌دوم بهزاد پرتوی به‌عنوان فرمانده گروه ۹۹ پدافند هوایی فعالیت می‌کند.